# Diogmites crudelis
Diogmites crudelis là một loài ruồi trong họ Asilidae. Diogmites crudelis được Bromley miêu tả năm 1936. Loài này phân bố ở vùng Tân Bắc giới.